# جاك بالدوين
جاك بالدوين (بالإنجليزية: Jack Baldwin)‏ (30 يونيو 1993 في المملكة المتحدة - ) هو لاعب كرة قدم بريطاني في مركز الدفاع. لعب مع نادي بيتربورو يونايتد ونادي هارتلبول يونايتد وفايفرشام تاون ‏.

## وصلات خارجية
- جاك بالدوين على موقع قاعدة بيانات كرة القدم.إي يو (الإنجليزية)
- جاك بالدوين على موقع Soccerbase.com (لاعب) (الإنجليزية)